# Mike Singletary
Michael „Mike“ Singletary (* 9. Oktober 1958 in Houston, Texas) ist ein American-Football-Trainer und ehemaliger Spieler auf der Position des Linebackers.
Er war von 2008 bis 2010 Cheftrainer bei den San Francisco 49ers in der National Football League (NFL).
Bekannt wurde Singletary, als er in der Mitte der 1980er Jahre bedeutender Spieler der dominantesten Defense der Liga war. 1985 ließen die Chicago Bears nicht mehr als 11 Punkte pro Spiel zu. In derselben Saison gewannen die Bears mit einer überzeugenden Defense-Leistung gegen die New England Patriots im Super Bowl XX. Für seine Verdienste als Spieler wurde Singletary 1998 in die Pro Football Hall of Fame aufgenommen.
Vor seiner Profikarriere spielte er Football an der Baylor University.

## Karriere als Spieler in der NFL
Voller Selbstvertrauen kam Mike Singletary in die NFL. Bereits vor der NFL Draft sagte er zu einem Scout der Chicago Bears, wenn sie hoffen würden ihn in der zweiten Runde zu draften, sollten sie das vergessen. Es kam jedoch anders. Die Bears holten ihn in der zweiten Runde des 1981er Draft (als 38. Spieler des Drafts) ins Team.
Die ersten Spiele lief Singletary als Ersatz auf. Er selbst sagte Jahre später dazu: „Dies half mir meine Führungskraft und meinen Charakter zu stärken“. Mein Trainer „rettete mich vor mir selbst“. Mike Singletarys intensive und intelligente Spielweise wurde aber bald damit belohnt, dass sein Trainer Buddy Ryan ihm überließ die Spielzüge anzusagen. Singletarys Bemühungen auf dem Platz und seine Führungskraft in der Kabine brachte ihm viele Ehrungen: In seiner zwölfjährigen Karriere wurde er zehnmal zum Pro Bowl eingeladen, zweimal mit dem NFL Defensive Player of the Year Award gekürt und einmal gewann er mit den Bears den Super Bowl. 1998 wurde Singletary in die Pro Football Hall of Fame aufgenommen.

## Karriere als Trainer
“It is my belief that every young man, deep down, wants to be great”

„Es ist meine Überzeugung, dass jeder junge Mann, tief im Herzen, erfolgreich sein möchte.“

Bereits 2002 war Mike Singletary im Gespräch als Cheftrainer für das Football-Team der Baylor University, Singletarys ehemalige Universität, jedoch ohne Erfolg. 2003 wurde Singletarys als Linebacker-Trainer bei den Baltimore Ravens eingestellt. In der folgenden Saison wechselte er nach San Francisco zu den San Francisco 49ers, um dort als Assistenz- und Linebacker-Trainer zu arbeiten.

### 2008
Nachdem der ehemalige Trainer der San Francisco 49ers, Mike Nolan, 2008 gefeuert wurde, bekam der Assistenztrainer Mike Singletary seine Chance und wurde zum Interimstrainer ernannt. Bereits beim ersten Spiel am 30. Oktober 2008 gegen die Seattle Seahawks konnte Singletary Akzente setzen und seinen Führungsanspruch in der Mannschaft festigen. Zehn Minuten vor Schluss schickte er den „First-Round Draftpick“ von 2006, Tight End Vernon Davis, in die Kabine. Davis hatte einen Gegenspieler geschlagen, was mit einer 15-Yards-Strafe geahndet wurde. In der Pressekonferenz nach dem Spiel kommentierte Singletary lautstark an Davis gerichtet, wie er in Zukunft Spieler behandele, die nur für sich spielen und nicht für das Team. „Cannot play with them. Cannot win with them, cannot coach with them, can't do it“. Später wurde berichtet, dass Singletary während der Halbzeitansprache seine Hose herunterzog, um zu illustrieren, wie schlecht die Mannschaft spielte. Ein Sprecher der 49ers bestätigte den Bericht.

### 2009
Beim Spiel gegen die Atlanta Falcons in der 5. Woche, verlor San Francisco 45:10. Frustriert von der schlechten Leistung, schrie Mike Singletary seine Spieler an. Später kommentierte er sein Verhalten so: „Ich wünschte ich hätte mehr Trainer-Anstand. Habe ich aber nicht. Ich liebe meine Spieler und wenn sich jemand meinen Spielern in dieser speziellen Weise entgegensetzt, dann kann es sein, dass ich Dinge tue, die ich nicht tun sollte. Ich muss mit der Zeit in solchen Dingen besser werden“.
Singletary führte die San Francisco 49ers 2009 mit acht Siegen und acht Niederlagen zu einer ausgeglichenen Saison. Die erste seit 2002, die nicht negativ endete. Fünf Spieler aus dem Team wurden zum Pro Bowl eingeladen: Linebacker Patrick Willis, Punter Andy Lee, Tight-End Vernon Davis, Runningback Frank Gore und Defensive End Justin Smith.

### Seit 2010
Nach einer enttäuschenden Saison mit fünf Siegen und zehn Niederlagen wurde Singletary noch vor Ende der Spielzeit am 26. Dezember 2010 entlassen. Die Minnesota Vikings verpflichteten ihn im Frühjahr 2011 als Co-Trainer unter Head-Coach Leslie Frazier. Hier blieb er bis 2013. In der NFL-Saison 2016 war er Defensiver Assistent bei den Los Angeles Rams. 2019 war er Head Coach der Memphis Express in der Alliance of American Football (AAF).